# Martina Juncadella
Martina Juncadella (Buenos Aires, 21 de noviembre de 1992) es una actriz argentina.

## Filmografía
| Año  | Película                         | Personaje     | Dirección                                                                       | Notas         |
| ---- | -------------------------------- | ------------- | ------------------------------------------------------------------------------- | ------------- |
| 2006 | Cara de queso -mi primer ghetto- | Natalia       | Ariel Winograd                                                                  | Debut en cine |
| 2007 | El secreto de la sangre          | Ana           | Victoria Andino                                                                 | Cortometraje  |
| 2007 | Encarnación                      | Ana           | Anahí Berneri                                                                   |               |
| 2007 | Ahora todos parecen contentos    | Carmen        | Gonzalo Tobal                                                                   | Cortometraje  |
| 2008 | El verano de David               | Julia         | Hernán Belón                                                                    | Cortometraje  |
| 2008 | Horizontal/Vertical              | Magalí        | Nicolás Tuozzo                                                                  |               |
| 2009 | Los santos sucios                | Monito        | Luis Ortega                                                                     |               |
| 2010 | Excursiones                      | Luciana       | Ezequiel Acuña                                                                  |               |
| 2010 | Aire solo sería                  | Lila          | Martín Morgenfeld                                                               | Cortometraje  |
| 2010 | Cinco                            | Mía           | Cinthia Varela, Marco Berger, Cecilia del Valle, Andrew Sala y Francisco Forbes |               |
| 2011 | Otros silencios                  | Teresa        | Santiago Amigorena                                                              |               |
| 2011 | Abrir puertas y ventanas         | Sofía Tauss   | Milagros Mumenthaler                                                            |               |
| 2012 | Desmadre                         | Maca          | Juan Pablo Martínez y Jazmín Stuart                                             |               |
| 2013 | Habi, la extranjera              | Analía / Habi | María Florencia Álvarez                                                         |               |
| 2017 | Fiora                            |               | Martín Vilela y Martina Juncadella                                              | Cortometraje  |
| 2018 | Adiós, entusiasmo                |               | Vladimir Durán                                                                  |               |

## Televisión
| Año  | Título         | Personaje     | Canal      | Notas         |
| ---- | -------------- | ------------- | ---------- | ------------- |
| 2009 | Tratame bien   | Melina        | Canal 13   | Participación |
| 2012 | Presentes      | Carla Farías  | Encuentro  | Protagonista  |
| 2014 | La celebración | Lali          | Telefe     | Ep: "Amigo"   |
| 2015 | Presentes      | Carla Farías  | Encuentro  | Protagonista  |
| 2015 | La casa        | Virginia Cruz | TV Pública | Ep: "Japonés" |

## Teatro
| Año  | Obra               | Personaje | Dirección      | Teatro         |
| ---- | ------------------ | --------- | -------------- | -------------- |
| 2014 | Criatura emocional |           | Fernando Dente | Teatro Tabarís |

## Premios y nominaciones
| Año  | Premio                 | Categoría          | Programa            | Resultado |
| ---- | ---------------------- | ------------------ | ------------------- | --------- |
| 2014 | Premio Cóndor de Plata | Mejor actriz       | Habi, la extranjera | Nominada  |
| 2018 | Premio Cóndor de Plata | Mejor cortometraje | Fiora               | Nominada  |